# Internationales Dienstrecht
Das Internationale Dienstrecht ist ein Teilbereich des internationalen öffentlichen Rechts und regelt die Rechte und Pflichten des Personals internationaler Organisationen.

## Rechtsquellen
Das internationale Dienstrecht basiert nicht auf der Gesetzgebung der jeweiligen Mitgliedsstaaten auf der Grundlage ihrer nationalstaatlichen Hoheitsgewalt, sondern vorrangig auf dem normierten internen Dienstrecht der einzelnen Organisationen (Personalstatut, englisch staff regulations) und den individuell geschlossenen Arbeitsverträgen. Von zentraler Bedeutung diesbezüglich sind insbesondere allgemeine Rechtsgrundsätze wie naturrechtliche Erwägungen und das Gebot der Rechtssicherheit sowie die Kernarbeitsnormen der Internationalen Arbeitsorganisation (ILO), zu denen unter anderem die Chancengleichheit, der Gleichbehandlungsgrundsatz, das Diskriminierungsverbot und die Vereinigungsfreiheit zählen.
Zu den Rechtsquellen des internationalen Dienstrechts gehören darüber hinaus die weiteren Übereinkommen der Internationalen Arbeitsorganisation, das Gewohnheitsrecht in Form der Dienstpraxis der jeweiligen Organisationen sowie das durch die Rechtsprechung von deren internen Verwaltungsgerichten entstandene Fallrecht. Wie auch in anderen Bereichen des Völkerrechts hat außerdem die in akademischen Publikationen veröffentlichte Lehrmeinung renommierter Rechtswissenschaftler Einfluss auf die Entwicklung des internationalen Dienstrechts.
Zum europäischen Dienstrecht siehe auch: EU-Beamter#Europäisches Dienstrecht

## Gerichtsbarkeit
Die Notwendigkeit einer eigenen Dienstgerichtsbarkeit ergibt sich aus der Befreiung internationaler Organisationen von der Gerichtsbarkeit sowohl ihrer Mitgliedsländer als auch ihres Sitzstaates. Zu diesen Gerichten zählen unter anderem das Verwaltungsgericht der Internationalen Arbeitsorganisation mit Zuständigkeit für die Mitarbeiter von mehr als 50 Organisationen, das Verwaltungsgericht der Organisation Amerikanischer Staaten, das Verwaltungsgericht der Weltbank, das Verwaltungsgericht des Internationalen Währungsfonds sowie das United Nations Dispute Tribunal und das United Nations Appeals Tribunal. Auch die Rechtsprechung nationaler Arbeitsgerichte kann in bestimmten Fragen Einfluss auf die Entscheidungen der Verwaltungsgerichte internationaler Organisationen haben.

## Historische Informationen
Die Herausbildung des internationalen Dienstrechts resultiert aus der Entstehung des internationalen öffentlichen Dienstes infolge der nach dem Ersten Weltkrieg während der Pariser Friedenskonferenz von 1919 beschlossenen Gründung der ILO und des Völkerbundes. Als erster Beamter im Dienst einer internationalen Organisation gilt Edward Phelan, der ab Anfang 1920 für die ILO tätig war und später auch als ihr Generaldirektor fungierte. Nach dem Ende des Zweiten Weltkrieges stieg die Zahl der Bediensteten internationaler Organisationen durch die Gründung der Vereinten Nationen und ihrer Sonderorganisationen.